# Clarkston (Washington)
Pour les articles homonymes, voir Clarkston.
Clarkston est une petite ville située au nord-est du comté d'Asotin, dans l'État de Washington, aux États-Unis,. Elle est incorporée en 1902.

## Démographie
Lors du recensement de 2010, la ville comptait une population de 7 229 habitants. Elle est estimée, le 1er juillet 2019, à 7 149 habitants.

### Source de la traduction
- (en) Cet article est partiellement ou en totalité issu de l’article de Wikipédia en anglais intitulé « Clarkston, Washington » (voir la liste des auteurs).